# Port Adélaïde
Port Adélaïde est la zone portuaire d'Adélaïde, à environ 14 kilomètres au nord-ouest du centre-ville. Port Adélaïde a joué un rôle important dans les décennies formatrices d'Adélaïde et de l'Australie-Méridionale, le port étant la principale source d'approvisionnement d'Adélaïde et le principal lien d'information avec le reste du monde.